# SATB1
ATB1 (специальный богатый АТ связывающий последовательности белок 1) — белок, кодируемый у человека геном SATB1.

## Функция
SATB1, глобальный организатор хроматина и фактор транскрипции, возник как ключевой фактор более высокого порядка интеграции архитектуры хроматина с генной регуляцией. Недавние исследования разгадали роль SATB1 в организации цикличности хроматина и его динамичный характер реакции на физиологические стимулы. На уровне генома, SATB1 по-видимому, играет важную роль в организации транскрипционно уравновешенного хроматина. SATB1 организует локус MHC class-I в различных петлях хроматина, связывая MAR ядерных матриц при фиксированных расстояниях. Сайленсинг SATB1 имитирует эффекты IFN-γ обработки на петле хроматина архитектуры локуса MHC class I и изменения экспрессии генов в локусе. SATB1, как также было выявлено, может вызвать рост опухоли рака молочной железы и метастазирования путём изменения экспрессии большого числа генов.

## Взаимодействия
SATB1, как было выявлено, взаимодействует с HDAC1, SMARCA5, MTA2, CHD4, CUTL1, POLR2J и BAZ1A.